# Ganapati sampradaja
Ganapati sampradaja (też ganapatipanth) – tradycja religijna w hinduizmie, ukierunkowana na boga o imieniu Ganapati (czyli Ganeśa). Współcześnie podzielona jest na sześć nurtów. Jej członkowie to ganapatjowie (trl. ganapatja).

## Historia
Powstanie tej tradycji datuje się na okres od V
do VII
stulecia.
Szczyt popularności przypadł na X wiek.
Wyznawców tej tradycji z powodzeniem próbował nawracać Adi Śankara.

## Pisma doktrynalne

### Upaniszady
Tradycja posługuje się upaniszadami przynależącymi do tradycji Atharwawedy:
- Ganapatitapanijopaniszad
- Ganapatopanishad (श्रीगणपत्यथर्वशीर्षोपनिषद्, śrīgaṇapatyatharvaśīrṣopaniṣad)

### Purany
- Ganeśapurana – zawierająca Ganesagitę
- Mudgalapurana (मुद्गलपुराणम्, mudgalapurāṇam)
- Ganapatiupapurana

## Bóstwo naczelne
Ganapati pojmowany jest jako wiecznie istniejąca istota i pierwsza przyczyna stworzenia. Jego tworami są między innymi:
- maja
- Brahma.

Pisma wczesnego okresu, polecają kult pięciu form Ganapatiego, w powiązaniu z im odpowiadającymi partnerkami (śakti). Te pięć form Ganapatiego to:
1. Ucchisztaganapati
2. Mahaganapati
3. Urdhwaganapati
4. Pingalaganapati
5. Lakszmiganapati.

## Kult tantryczny
Bóg o imieniu Ganeśa jest pochodzenia przedwedyjskiego.
Część praktyk ganapatjów jest w opozycji do wykładni z Wed
i przynależy do tradycji tantrycznej wamaćara.
Niektóre z jego pięciu tantrycznych form właściwe są dla praktyk magicznych, inne przedstawiają Ganapatiego z właściwymi formie żonami, zatopionego w ekstazie.

## Nurty
Pierwotne wyznanie Ganapatiego rozpadlo się na sześć nurtów, o nazwach częściowo zbieżnych z pięcioma imionami form boga wczesnego okresu. Te współczesne sześć nurtów tradycji Ganapatjów to:
1. Mahaganapati
2. Uććhisztaganapati
3. Harindraganapati
4. Nawamitaganapati
5. Swarnaganapati
6. Santanganapati.